# Wadim Andrejewitsch Bogdanow

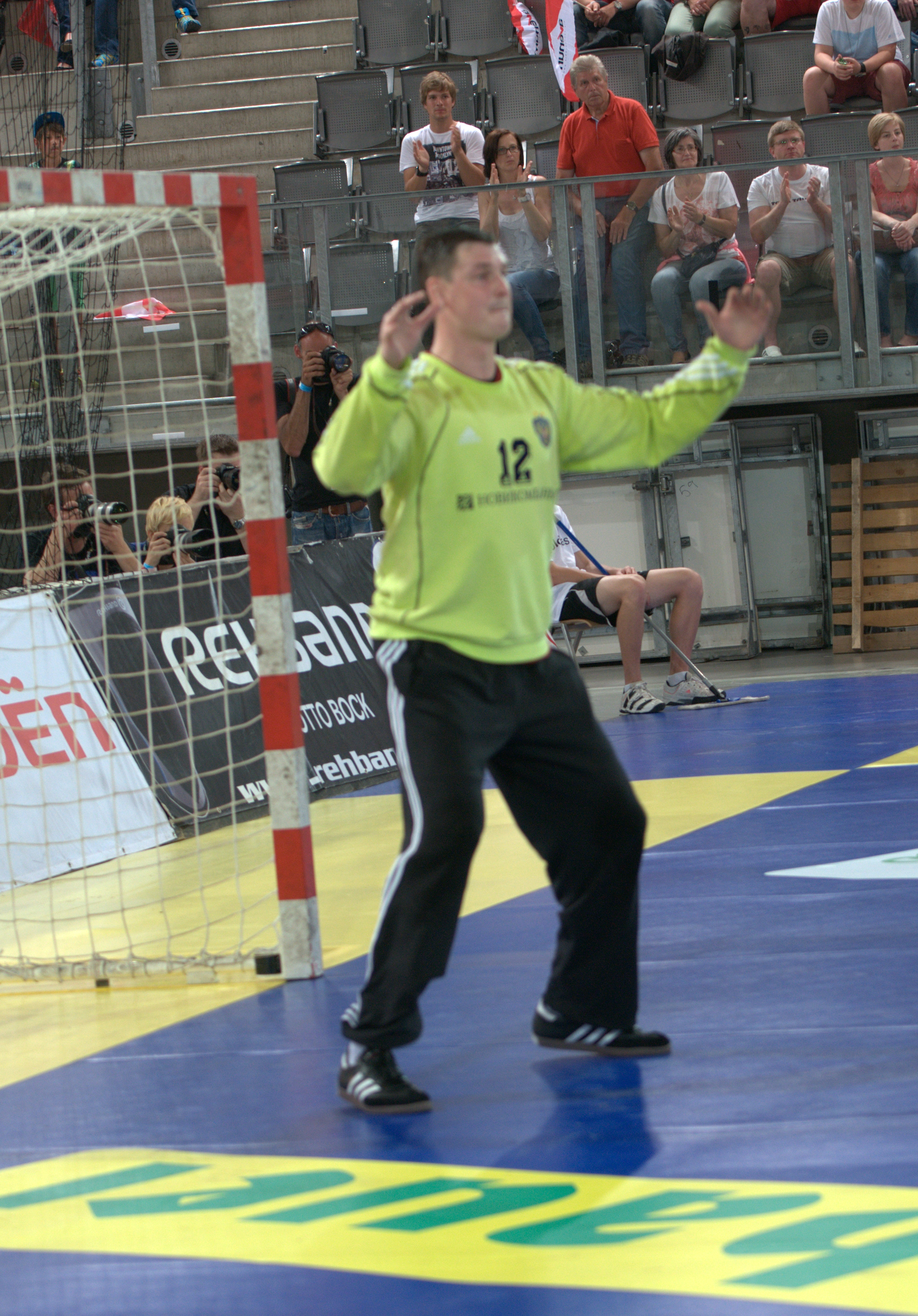
Wadim Bogdanow (2013)

Wadim Andrejewitsch Bogdanow (russisch Вадим Андреевич Богданов; * 26. März 1986 in Leningrad, Russische SFSR, Sowjetunion) ist ein russischer Handballtorwart.
Der 1,97 Meter große und 100 Kilogramm schwere Torhüter spielte anfangs beim russischen Verein Medwedi Tschechow, mit dem er in der Saison 2007/08 in der EHF Champions League antrat. Ab 2010 stand er beim Ligarivalen GK Newa St. Petersburg unter Vertrag. Seit dem Sommer 2012 hütete Bogdanow das Tor des belarussischen Erstligisten HC Dinamo Minsk, mit dem er 2013 Meister und Pokalsieger wurde. Nach dem Rückzug Minsks im Februar 2014 wechselte er im März zum polnischen Klub KS Azoty-Puławy. Im Sommer 2023 unterschrieb er einen Vertrag beim russischen Erstligisten GK ZSKA Moskau. Mit ZSKA Moskau gewann er 2024 die russische Meisterschaft sowie 2024 und 2025 den russischen Pokal.
Wadim Bogdanow stand im Aufgebot der russischen Nationalmannschaft für die Europameisterschaften 2010, 2012 und 2014. Er bestritt bislang 84 Länderspiele.